# Морин (коммуна)
Мори́н (фр. и окс. Maurines) — коммуна во Франции, находится в регионе Овернь. Департамент — Канталь. Входит в состав кантона Шод-Эг. Округ коммуны — Сен-Флур.
Код INSEE коммуны — 15121.
Коммуна расположена приблизительно в 450 км к югу от Парижа, в 105 км южнее Клермон-Феррана, в 55 км к востоку от Орийака.

## Население
Население коммуны на 2008 год составляло 98 человек.
| 1962 | 1968 | 1975 | 1982 | 1990 | 1999 | 2008 |
| ---- | ---- | ---- | ---- | ---- | ---- | ---- |
| 227  | 196  | 172  | 147  | 114  | 103  | 98   |

## Экономика

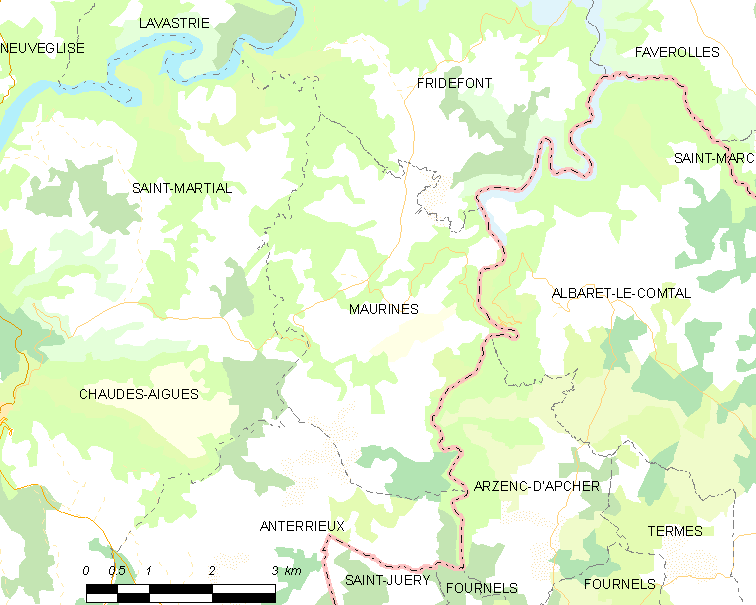
Карта коммуны

В 2007 году среди 43 человек в трудоспособном возрасте (15—64 лет) 38 были экономически активными, 5 — неактивными (показатель активности — 88,4 %, в 1999 году было 72,7 %). Из 38 активных работали 36 человек (23 мужчины и 13 женщин), безработных было 2 (1 мужчина и 1 женщина). Среди 5 неактивных 1 человек был учеником или студентом, 1 — пенсионером, 3 были неактивными по другим причинам.